# Zimándy Ignác
Zimándy Ignác, Zimándy Tivadar Ignác (Radosóc, 1831. április 26. – Budapest, 1903. december 31.) plébános, országgyűlési képviselő, egyházi író. 

## Életútja
A Nyitra megyei Radosócon született, ahol apja szegény kovácsmester volt. Tanulmányait Szakolcán, Nagyszombatban és Pozsonyban végezte, majd a Szent Benedek-rendben három évet eltöltve, a székesfehérvári egyházmegye növendékpapjainak sorába lépett és mint ilyen végezte el a teológiát. 1856. augusztus 17-én szentelték pappá. Előbb Kistorbágyon, majd 1859-ig Törökbálinton szolgált mint káplán. 1859 és 1862 között hittanár volt a budai reáliskolában és ezalatt tanári oklevelet szerzett bölcseletből és egyetemes történelemből. 1862-től 1869-ig főgimnáziumi tanár volt Pozsonyban, 1867-ben miniszteri biztos Besztercebányán, 1869-től 1872-ig székesfehérvári tanfelügyelő és szentszéki ülnök. 
1872-ben Törökbálint plébánosa lett egészen 1900-ig. Mint kezdő plébános mostoha anyagi viszonyok közt élt és irodalmi munkássággal, elsősorban fordítással kellett parókiája szerény jövedelmét kiegészítenie. 1879-től 1889-ig szerkesztette és kiadta az Ébresztő Hangokat és ezzel az irodalmi kiadványával szép vagyont szerzett, melyet falujában zárda- és iskolaépítésre valamint más hasznos intézmények létesítésére és fenntartására fordított. A község hálából még életében egyik utcáját róla nevezte el. 1884-től 1887-ig a Nyitra megyei szenicei kerületet képviselte mérsékelt ellenzéki és antiszemita programmal. 
Közel három évtizeden keresztül munkálkodott Törökbálint község érdekében. 1900 őszén állapota miatt egyik lábát amputálni kellett, s miután fizikuma megromlott, ekkor nyugdíjba vonult. Budapesten halt meg 1903-ban mint nyugalmazott plébános.
A Szent István Társulat tudományos és irodalmi osztálya tagjának választotta.

## Emlékezete
- A nevét viseli Törökbálinton a Zimándy Ignác tér.
- Róla nevezték el a törökbálinti Zimándy Ignác Általános Iskolát, melyet 1890-ben saját vagyonából építtetett apácakolostor céljából. 1991-től viseli az intézmény Zimándy nevét.[3]
- Mellszobra ifj. Blaskó János szobrász műve, a törökbálinti Zimándy Ignác Általános Iskola udvarán áll.[4]

## Művei
- Die geschichtliche Wahrheit im Kampfe mit der. Geschichtsfälschung. Pozsony, 1872.
- Egy kis vita. A bíbornok herczegprimás 1874. márcz. 9-iki beszéde és Hatala Péter. Pozsony, 1874.
- A keresztyény egyháztörténelem kézikönyve. (Többek közreműködésével ford. Brück Henrik után, 3 kötet). Budapest, 1879.
- Új merénylet a józan ész ellen. Elkövetve dr. Miller Kálmán bpesti kath. kir. egyetemi magántanár által. Budapest, 1879.
- A székesfehérvári egyik új kanonok. Történeti adatokkal megvilágított egyházjogi értekezés. Budapest, 1880.
- Kié a győzelem? vagy ki mellett bizonyítanak a Trefort Ágoston és Michl Jakab védelmére írt czikkek és mit mond a közvélemény ? Budapest, 1880.
- Háromszázéves hazugságok. Pázmány Kalauzának III. k. 8. része. Bevezetéssel és korszerű jegyzetekkel kísérve. (Ébresztő Hangok II.) Budapest, 1880.
- A magyarországi kath. gymnasiumok eredete s alapításmódja. Tiszteletes Szász Károly úrnak megszívlelésül. (Ébresztő Hangok IV.) Budapest, 1882.
- Tisza-járás Magyarországon. (Politikai és nemzetgazdasági értekezés). Budapest, 1884.
- Antisemita káté a magyar nép számára. (Ráth Ferenczczel együtt, németül és tótul is.) Budapest, 1884.
- A megrögzött maimonides delíriuma. Hiteles zsidó káté (Ébresztő Hangok V.) Budapest, 1884.
- Szózat a néphez. A leleplezett népámító liberalizmus (Verus álnéven). Budapest, 1896.
- Kossuth Lajos a világtörténelem ítélőszéke előtt (Ébresztő Hangok XIV). Budapest, 1896.
- Ludwig Kossuth vor dem Richterstuhle der Welt. (U. az Zelenyák János fordításában.) Budapest, 1898.
- Kossuth Lajos a magyar intelligencia és emigráció ítélőszéke előtt. (Ébresztő Hangok XV.) Budapest, 1898.
- Bírálat Kossuth Lajos Emlékiratainak VII-dik könyve fölött. Budapest, 1899.
- Kossuth Lajos a hatodik nagyhatalom ítélőszéke elött. (Ébresztő Hangok XVII.) Budapest, 1899.
- Kirándulás Szombathelyre. Budapest, 1899.
- Nyílt levél Szemnecz Emil. . . hez, Budapest, 1899.
- Új politikai kötéltáncz. Ns. és ft. Komlóssy Ferencz dr. prépost-kanonok s orsz. képviselő úrnak megszívleléseül. Budapest, 1899.
- Harmadik politikai kötéltáncz. Budapest, 1899.
- Kossuth Lajos negyvenlevelű babérkoszorúja (ugyanez németül is). Budapest, 1900.
- Kossuth Lajos azt izente. Paródia. Budapest, év. n.
- Kossuth Lajos agyrémes dunai konföderációja és gróf Leiningen Károly magyar honvédtábornok «nagy komédiása» (Ébresztő Hangok XVIII. könyvének kiegészítése és befejezése). Budapest, év n.
- Légből kapott hazugságok. A modern, új pogány, kazár-szabadkőműves, álliberális írástudóknak megszívlelésül. Budapest, 1900.
- Kapuzáró elmefuttatás, vagyis hattyúdalom. Budapest, 1900.
- Az igazság érdekében. Budapest, 1900.
- Hja paraszt, ez már más. Budapest, év n.
- A magyar napisajtó parazitái. Budapest, 1901.